# Opération Vistule

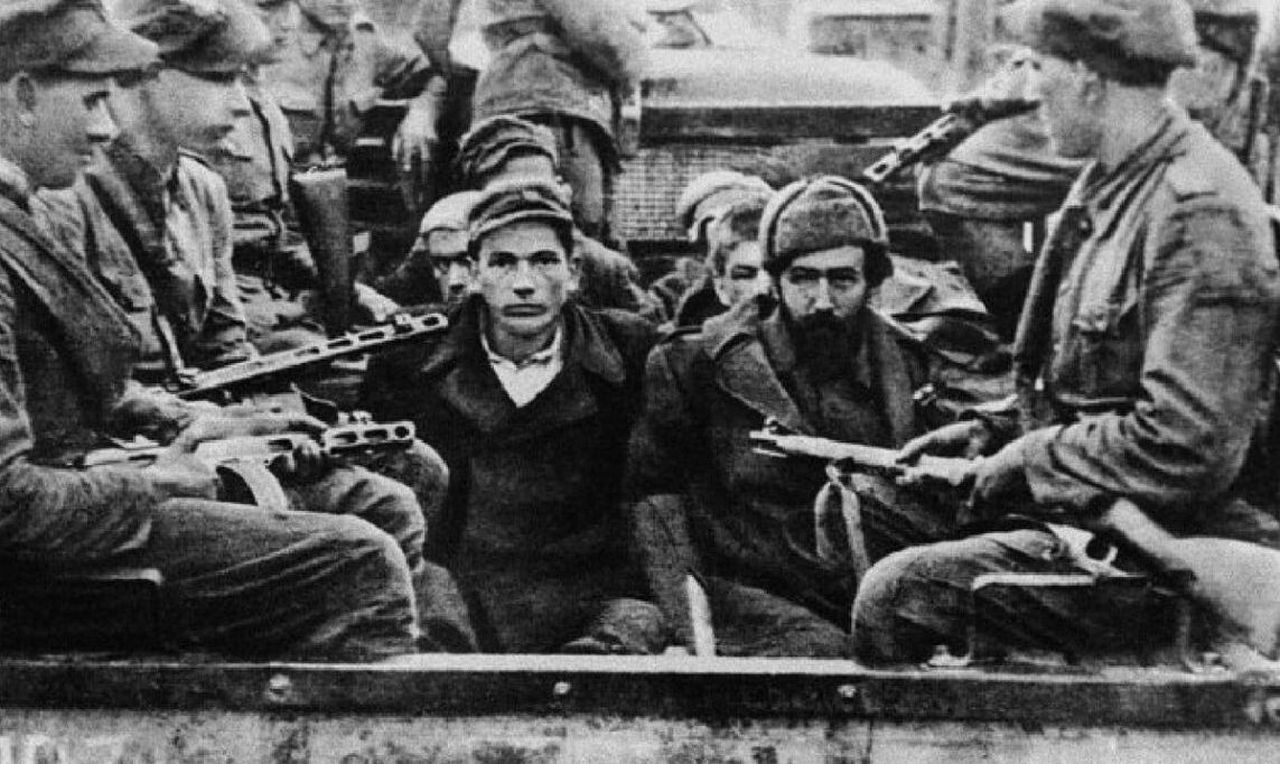
Des membres de l'UPA capturés par des soldats de l'armée polonaise.

L'opération Vistule (en polonais : Akcja « Wisła ») est le nom de code donné à la déportation en 1947 d'Ukrainiens, de Boykos et de Lemkos qui vivaient dans le sud-est de la Pologne ou ancienne Galicie. Elle fut exécutée par l'armée polonaise sous le régime de la république populaire de Pologne, alors sous mainmise de l'URSS. Plus de 56 000 personnes, appartenant surtout à l'ethnie ukrainienne, et qui résidaient dans ces territoires, furent, souvent de force, réinstallées dans les « territoires recouvrés » au nord et à l'ouest du pays. L'opération prit son nom de la Vistule, le grand fleuve de Pologne.

## Déplacements de population vers les nouveaux territoires
Les déplacements de population eurent lieu en trois étapes.
La première date de la fin de la Deuxième Guerre mondiale quand la Pologne et l'Ukraine soviétique procédèrent à des échanges démographiques - les Polonais qui résidaient dans les Kresy, à l'est de la nouvelle frontière polono-soviétique, furent expulsés en Pologne (environ 2 100 000 personnes) tandis que les Ukrainiens qui résidaient à l'ouest de cette frontière furent expulsés en Ukraine soviétique. Cette dernière évacuation eut lieu de septembre 1944 à avril 1946 (environ 450 000 personnes). Une partie des Ukrainiens-Lemkos (environ 200 000 personnes) quittèrent volontairement la Pologne du sud-est (entre 1944 et 1945). Des accords bilatéraux furent signés en ce sens entre la Pologne et l'URSS, le 9 septembre 1944 et le 16 août 1945, à la suite desquels environ 400 000 Ukrainiens furent déportés en Ukraine, tandis qu'environ 300 000 réussissaient à rester dans leurs régions natales, à l'intérieur des frontières de la Pologne. Ils habitaient dans les anciens territoires ruthènes comme les régions de Lemkowszczyzna (Lemkovie) et de Chełmskie ainsi qu'en Podlasie.
La deuxième étape s'effectua en 1947 à l'occasion de l'opération Vistule en Pologne. La population ukrainienne qui vivait depuis toujours dans la Pologne du Sud-Est fut réinstallée de force dans la Pologne de l'Ouest et du Nord. La réinstallation en Pologne de l'Ouest eut lieu du 28 avril 1947 au 31 juillet 1947. 130 000 à 140 000 personnes habitaient dans des districts comme Rzeszowskie (voïvodie de Rzeszów), Lubelskie et Małopolskie. Cette fois, personne ne fut envoyé en Ukraine.
Une troisième déportation d'Ukrainiens et de Polonais se produisit en 1951, quand la Pologne et l'Union soviétique réglèrent leur problème de frontière et procédèrent à un échange de territoires dans la vallée supérieure de la San et dans la région de Belz. Dans le Sud de la Pologne, Przemyśl reçut un territoire à l'est du San tandis que l'Ukraine soviétique reçut Belz, qui était en Pologne, avec un territoire à l'ouest de cette ville. Les populations furent alors échangées.

## Contexte

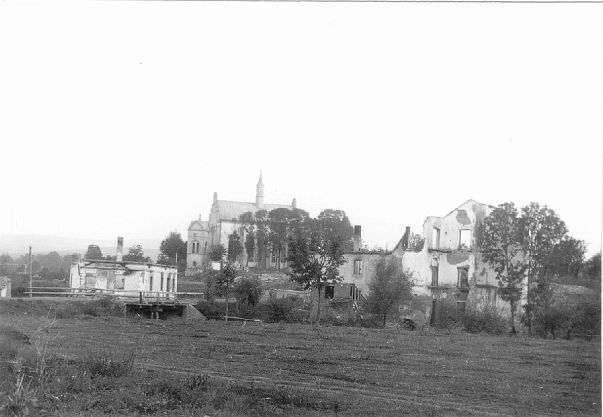
La ville polonaise de Bukowsko incendiée par l'UPA en 1946.

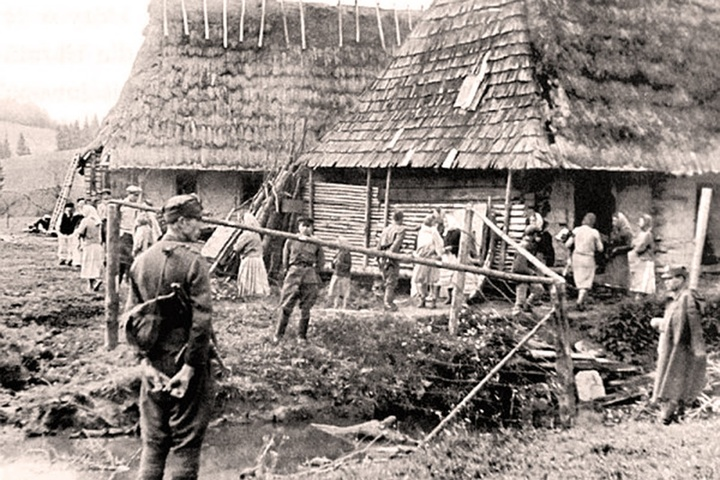
Réinstallation des Ukrainiens en 1947.

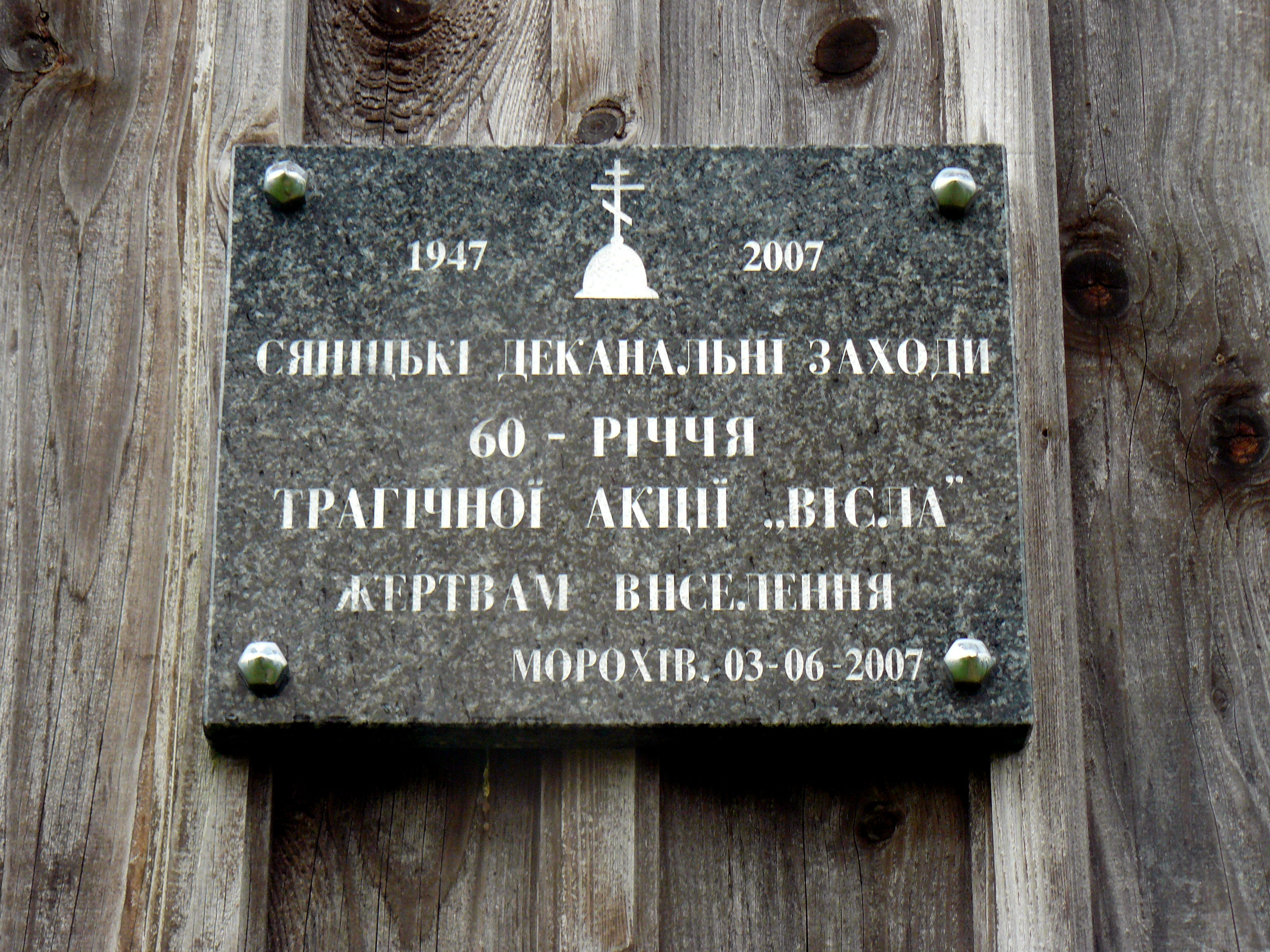
Plaque commémorative de la tragédie de 1947, église orthodoxe de Morochów (Voïvodie des Basses-Carpates).

Le 28 mars 1947, alors qu'il visite un poste militaire, le général Karol Świerczewski est tué dans une embuscade à Jabłonki, près de Baligród dans les montagnes des Beskides. L'assassinat est attribué à l'Armée insurrectionnelle ukrainienne (UPA)  et, bien que rien n'ait été prouvé, sera le prétexte de l'opération Vistule.
Une douzaine d'heures à peine après l'attentat, les autorités communistes polonaises décident de déporter tous les Ukrainiens et les Lemkos habitant le Sud-Est de la Pologne. Il est cependant certain que tout avait été planifié depuis plusieurs mois, dans le but de disperser la minorité ukrainienne subsistant en Pologne et pour mettre fin aux exactions de l'UPA qui, depuis 1944, terrorisait les Polonais.
L'ordre du ministère des Territoires recouvrés est ainsi rédigé : « Le but premier de la réinstallation des « colons W » est leur assimilation dans un nouvel environnement polonais. Tous les efforts doivent être faits pour y parvenir. Le terme « Ukrainiens » ne doit pas être utilisé pour désigner les colons. Dans les cas où des éléments de l'intelligentsia arrivent dans les territoires recouvrés, ils devront par tous les moyens être installés de façon séparée et à bonne distance des communautés de « colons W » ».
L'opération est exécutée par le groupe opérationnel Wisła composé d'environ 20 000 hommes sous le commandement du général Stefan Mossor (en) issus de l'Armée polonaise, du KBW (Corps de Sécurité intérieure), de fonctionnaires de la Milicja Obywatelska (milice citoyenne) ainsi que du ministère de la Sécurité intérieure polonais. L'opération commence à quatre heures, le matin du 28 avril 1947. Ce qui reste des Ukrainiens et des Lemkos après les expulsions vers l'URSS de 1944-1946 (en), soit entre 140 000 et 150 000 personnes, est exilé en Polésie et dans les territoires de Roztocze (pl), Pogórze Przemyskie (pl), Bieszczady, Beskid Niski (pl), Beskid Sądecki (pl) et Ruś Szlachtowska (pl).
Les membres de l'intelligentsia et le clergé (aussi bien uniate qu'orthodoxe) sont rassemblés au camp de concentration de Jaworzno, appelé le Camp de travail central ; y sont également détenus près de 4 000 personnes, dont 800 femmes et quelques dizaines d'enfants. Les prisonniers sont soumis à des interrogatoires brutaux qui font 200 morts. Les membres actifs de la résistance nationaliste ukrainienne (l'Organisation des nationalistes ukrainiens) ou de l'Armée insurrectionnelle ukrainienne ne sont pas internés dans ce camp. Pour eux, on organise des parodies de procès, soit devant des tribunaux spécialement créés pour l'opération Vistule, soit devant les tribunaux militaires réguliers. Plus de 500 accusés sont ainsi condamnés à mort et exécutés.
Les autres sont réinstallés dans le Nord, en Warmie et en Mazurie, ou dans les territoires recouvrés à l'Ouest. Les dernières réinstallations ont lieu en Polésie jusqu'en 1952. L'opération Vistule se termine officiellement par une grande cérémonie à la frontière tchécoslovaque, avec remise de décoration aux soldats jugés les plus méritants.
Conséquence de l'opération Vistule, les régions de Pogórze Przemyskie (Przemyskie Foothills (en)), Bieszczady et Beskid Niski (Low Beskids (en)) sont totalement dépeuplées. Le déplacement de la population met l'UPA dans une position difficile. Privés de ressources humaines et matérielles, les partisans ukrainiens, inférieurs en nombre, sont incapables de tenir contre l'armée communiste polonaise. L'UPA n'en continue pas moins sa lutte plusieurs années durant après les dernières réinstallations, tandis que certains insurgés ukrainiens s'enfuient en Europe de l’Ouest.
L'opération Vistule se termine officiellement le 31 juillet 1947.

## La situation des Lemkos en Pologne après 1956

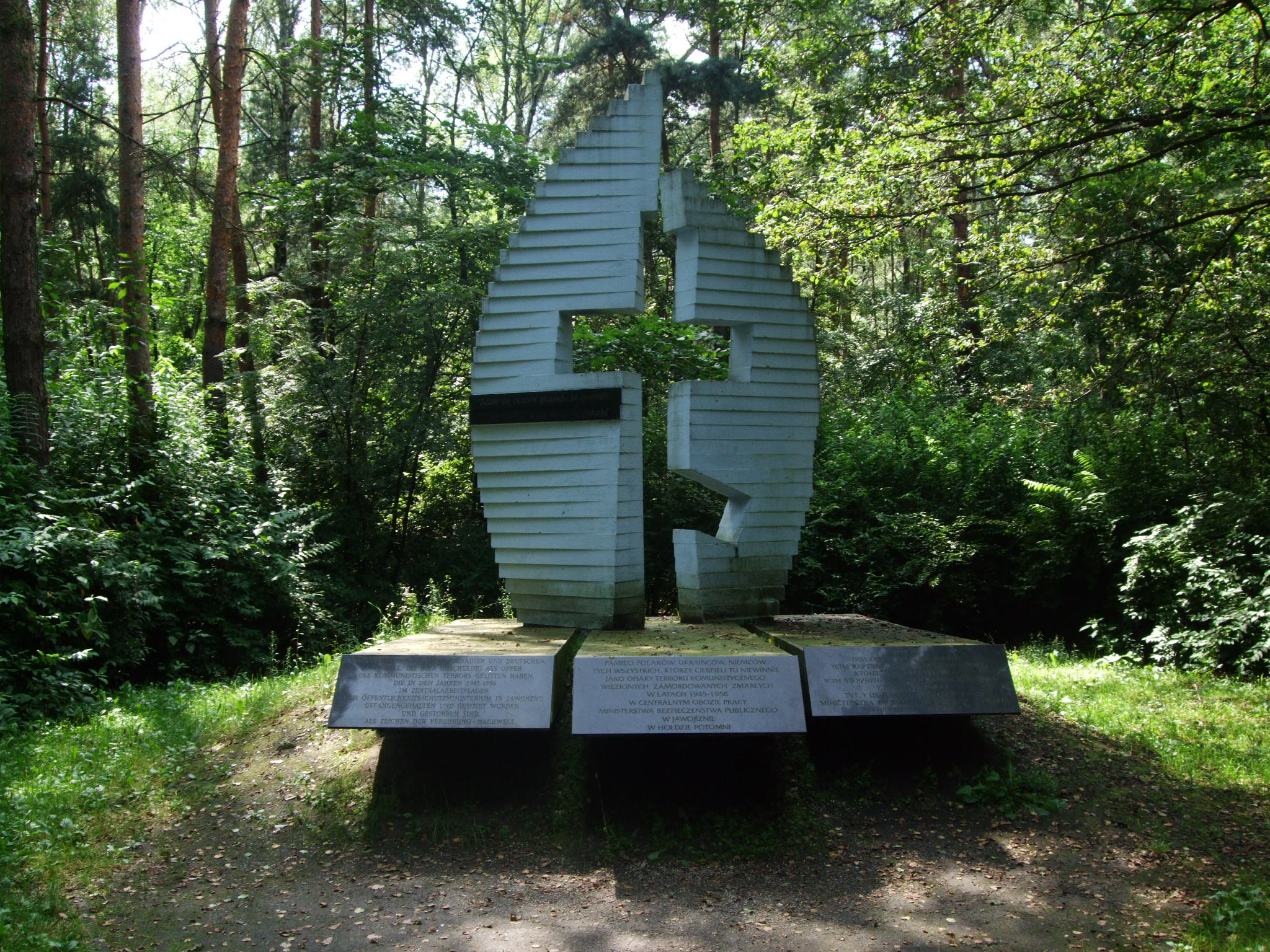
Monument aux victimes de la terreur communiste, au sein du camp de concentration de Jaworzno

En 1957-1958, environ 5 000 familles de Lemkos purent revenir dans leurs régions d'origine en Pologne orientale.
Alors que le recensement polonais de 2002/2003 indique seulement 5 800 Lemkos (chacun s'est identifié lui-même), il y aurait selon des estimations jusqu'à 100 000 Lemkos au total vivant aujourd'hui en Pologne et jusqu'à 10 000 d'entre eux dans la Łemkowszczyzna. Les plus grands groupes de Lemkos habitent des villages : Łosie, Krynica, Nowica, Zdynia, Gładyszów, Hańczowa, Zyndranowa, Uście Gorlickie, Bartne, Bielanka, et dans la partie orientale de la Łemkowszczyzna : Mokre, Szczawne, Kulaszne, Rzepedź, Turzańsk, Komańcza. Également dans des villes : Sanok, Nowy Sącz et Gorlice.
Les souvenirs laissés par l'opération Vistule restent une autre cicatrice dans les relations tourmentées des Ukrainiens et des Polonais au XXe siècle, avec le massacres des Polonais en Volhynie par l'Armée insurrectionnelle ukrainienne au cours de la Seconde Guerre mondiale pour riposter à l'oppression des Ukrainiens entre les deux guerres par les Polonais qui contrôlaient la Galicie à la suite de la guerre polono-ukrainienne de 1918-1919 et de la Paix de Riga qui l'avait suivie.

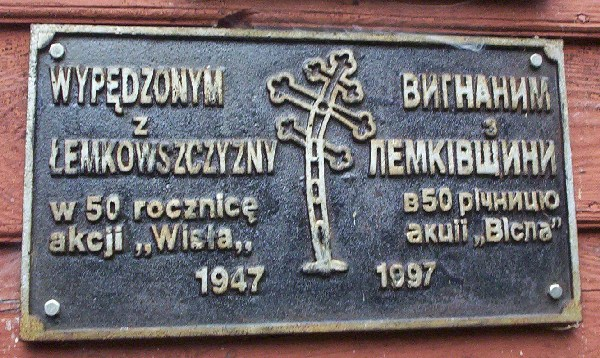
Inscription en polonais (à gauche) et ukrainien (à droite): « À la mémoire des personnes expulsées de Lemkivshchyna, pour le 50e anniversaire de l'opération Vistule 1947-1997 ».

Le 3 août 1990, le Sénat polonais a adopté une résolution condamnant l'opération Vistule menée par le gouvernement polonais d'après-guerre. En réponse, le Parlement ukrainien (Rada) a adopté une déclaration dans laquelle il regardait cette résolution comme un pas important vers la correction des injustices commises envers les Ukrainiens de Pologne. Par la même résolution, la Rada a condamné les actions criminelles du régime de Staline contre le peuple polonais.
Le 18 avril 2002 à Krasiczyn, le Président, Aleksander Kwaśniewski, a exprimé ses regrets au sujet de l'opération Vistule, la décrivant comme le symbole des torts causés aux Ukrainiens par les autorités communistes. « En parlant au nom de la république de Pologne je veux exprimer mes regrets à tous ceux à qui cette opération a fait du tort ». Dans une lettre à l'Institut de Souvenir national et aux participants à la conférence sur l'opération Vistule de 1947, Wisła Kwaśniewski a écrit : « Pendant des années on a cru que l'opération Vistule était la revanche pour le massacre de Polonais par l'AIU à l'Est, pendant les années 1943-1944. Une telle attitude est mauvaise et ne peut pas être acceptée. L'opération Vistule devrait être condamnée. »